# Centrale nucléaire de Browns Ferry
La centrale nucléaire de Browns Ferry est située sur la rivière Tennessee près d'Athens dans l'Alabama. 

## Description
Le site possède trois réacteurs à eau bouillante (REB) construits par General Electric et il appartient entièrement à la Tennessee Valley Authority (TVA).

### Browns Ferry 1
1065 MWe, mis en service en 1973, autorisée jusqu'en 2033.
Incident : la tranche 1 a été arrêtée durant une année à la suite d'un incendie en 1975 qui l'a fortement endommagée. Le feu avait été causé par un travailleur qui contrôlait l'étanchéité à l'air d'un système à l'aide d'une bougie et qui avait mis le feu accidentellement aux circuits électriques. Les réparations effectuées ont permis de redémarrer en 1976 sans arrêt jusqu'en 1985. Elle est demeurée à l'arrêt de 1985 à 2007, date à laquelle, après des dépenses de l'ordre de 1,8 milliard de dollars, son opérateur l'a remise en service.
L'autorité américaine (Commission de réglementation nucléaire des États-Unis) a fait des ajouts importants dans les standards de protection contre les incendies à la suite de cet événement.

### Browns Ferry 2
1113 MWe, mis en service en 1974, autorisée jusqu'en juin 2034.

### Browns Ferry 3
1113 MWe, mis en service en 1976, autorisée jusqu'en juillet 2036.